# Episodi di Hector Polpetta (seconda stagione)
La seconda stagione della serie animata Hector Polpetta, composta da 4 episodi, è stata trasmessa negli Stati Uniti, da Cartoon Network, dal 1º ottobre al 22 ottobre 2004.
In Italia è stata trasmessa su Cartoon Network da maggio 2005.
| n° | Titolo originale            | Titolo italiano | Prima TV USA    | Prima TV Italia |
| -- | --------------------------- | --------------- | --------------- | --------------- |
| 1a | No No Nanook                |                 | 1º ottobre 2004 | maggio 2005     |
| 1b | Teenage Idol                |                 | 1º ottobre 2004 | maggio 2005     |
| 2a | The Mother of All Evils     |                 | 8 ottobre 2004  | maggio 2005     |
| 2b | The HCCBDD                  |                 | 8 ottobre 2004  | maggio 2005     |
| 3a | Gridlocked and Loaded       |                 | 15 ottobre 2004 | maggio 2005     |
| 3b | Fool's Paradise             |                 | 15 ottobre 2004 | maggio 2005     |
| 4a | Jealousy, Jealous Do        |                 | 22 ottobre 2004 | maggio 2005     |
| 4b | Hector, King of the Britons |                 | 22 ottobre 2004 | maggio 2005     |